# Karl Eglseer
Karl Eglseer (5 de julio de 1890 - 23 de junio de 1944) fue un general en la Wehrmacht durante la II Guerra Mundial que comandó el XVIII Cuerpo. Fue condecorado con la Cruz de Caballero de la Cruz de Hierro. Eglseer murió en un accidente aéreo en Austria el 23 de junio de 1944.

## Biografía
Karl Eglseer nació en Bad Ischl en la Alta Austria el 5 de julio de 1890. Se incorporó al Ejército austrohúngaro en agosto de 1908 como enseña, sirviendo en la I Guerra Mundial. Permaneciendo en el Bundesheer austríaco después de 1918, fue transferido a la Wehrmacht después de la anexión (Anschluss) de Alemania en 1938.
En octubre de 1940 fue promovido al mando de la 4.ª División de Montaña, sirviendo en el Grupo de Ejércitos Sur en el frente oriental. En octubre de 1941 se le concedió la Cruz de Caballero de la Cruz de Hierro por su liderazgo de la división. Eglseer después dirigió la 714.ª División de Infantería en Yugoslavia entre febrero y diciembre de 1943, cuando se convirtió en comandante del XVIII Cuerpo de Ejército en el sector norte del frente oriental.
El 23 de junio de 1944 el avión que llevaba a Eglseer, junto a los generales Dietl, von Wickede y Rossi, se estrelló en la región de Estiria, Austria. No hubo supervivientes. En el momento de su muerte Eglseer sostenía el rango de General de Tropas de Montaña.

## Condecoraciones
Imperio austrohúngaro
- Cruz de Tropas de Carlos
- Cruz al Mérito Militar, 3ª clase con decoración de guerra y espadas

Alemania Nazi
- Cruz de Hierro (1939) 2ª y 1ª Clase
- Cruz de Caballero de la Cruz de Hierro el 23 de octubre de 1941 como Generalmajor y comandante de la 4. Gebirgs-Division[2]